# Kosmos 123
O Kosmos 123 (em russo: Космос 123) também denominado DS-P1-Yu Nº 6, foi um satélite artificial soviético lançado ao espaço com sucesso no dia 8 de julho de 1966 através de um foguete Kosmos a partir de Kapustin Yar.

## Características
O Kosmos 123 foi o sexto membro da série de satélites DS-P1-Yu e o quinto lançado com sucesso após o fracasso do lançamento do segundo membro da série. Sua missão era testar sistemas antissatélites e antimíssil soviéticos.
O Kosmos 123 foi injetado em uma órbita inicial de 529 km de apogeu e 263 km de perigeu, com uma inclinação orbital de 48,8 graus e um período de 92,3 minutos. Reentrou na atmosfera terrestre em 10 de dezembro de 1966.